# Sofroniusz III (arcybiskup Cypru)
Sofroniusz III (ur. 26 kwietnia 1826 w Prodromos, zm. 22 maja 1900) – zwierzchnik Cypryjskiego Kościoła Prawosławnego w latach 1865–1900.

## Życiorys
Przed objęciem godności arcybiskupa Nowej Justyniany i całego Cypru był dyrektorem Szkoły Greckiej w Nikozji. Urząd zwierzchnika Kościoła Cypru objął trzy miesiące po śmierci arcybiskupa Makarego I w 1865.
Kierował Kościołem Cypru przez 35 lat, w tym w okresie przekazania Cypru przez Turcję Wielkiej Brytanii w 1878. Działał na rzecz ograniczenia interwencji kolonialnych władz brytyjskich w wewnętrzne funkcjonowanie Kościoła, odnosząc w tym zakresie częściowe sukcesy. W 1889 odwiedził Londyn, by na czele delegacji Greków cypryjskich prosić o stabilizację sytuacji wewnętrznej na Cyprze. Utrzymywał poprawne stosunki z Kościołem Anglii, w 1889 spotkał się z arcybiskupem Canterbury i nie protestował przeciwko działalności anglikańskich duchownych na Cyprze, w tym próbach prozelityzmu
Po jego śmierci w 1900 przez dziewięć lat urząd arcybiskupa Cypru pozostawał nieobsadzony z powodu zażartej rywalizacji o sukcesję między metropolitami Kition i Kirenii Cyrylem (Papadopulosem) i Cyrylem (Wasileiou).
W 2010 jego grób w Nikozji stał się przedmiotem aktu wandalizmu.